# Steffen Grimm
Steffen Grimm (* 1970 in Sondershausen) ist ein deutscher Politiker (parteilos) und ist seit 2018 Bürgermeister der Stadt Sondershausen.

## Leben
Grimm absolvierte die Polytechnische Oberschule in Sondershausen und erlernte den Beruf des Elektromonteurs. Nach der politischen Wende 1989/90 absolvierte er den Wehrdienst und arbeitete im mittleren Dienst bei der Polizei in Thüringen. Seit dem Studium 2007 war er im gehobenen Dienst tätig.
Als parteiloser Kandidat ließ er sich zur Bürgermeisterwahl 2018 in Sondershausen aufstellen, nachdem der damalige Amtsinhaber Joachim Kreyer nach 28 Jahren nicht mehr antrat. Seitdem hat Grimm dieses Amt nach der Stichwahl gegen seinen Kontrahenten Stefan Schard (CDU) inne.